# Крамерия прямостоячая
Крамерия прямостоячая (лат. Krameria erecta) — вид растений рода Крамерия (лат. Krameria). 

## Ареал и местообитание
Встречается на юго-западе США и севере Мексики, где растёт в засушливых районах, таких как пустыни и склоны чапараль.

## Ботаническое описание
Это небольшой кустарник не более метра высотой с путаными колючими ветвями, покрытыми бархатистыми волосками и опушёнными линейными листьями.
Растение цветёт весной, а во влажные годы ещё и осенью. Цветки имеют 4 или 5 ярко-розовых чашевидных чашелистиков и всегда 5 маленьких треугольных лепестков, у основания зелёных, а в остальной части розовых. Три верхних лепестка направлены вверх, а два нижних являются железистыми структурами, соседними с завязью. Рядом с этими структурами располагаются 4 изогнутые тычинки. Плод сердцевидный, опушённый, его поверхность покрыта розовыми шипиками. Размножение семенное.
|                                                          |  |  |
| Крамерия прямостоячая Общий вид растения, цветки и плод. |  |  |

## Экология
Этот вид, как и другие виды крамерии, являются корневыми паразитами, присасывающимися к тканям соседних растений. От них они получают питательные вещества и, главное, воду. Это помогает крамерии выживать на практически абсолютно сухой почве.